# Nitrianske Sučany
Nitrianske Sučany jsou obec v okrese Prievidza v Trenčínském kraji na Slovensku ležící na úpatí pohoří Strážovské vrchy. Žije v ní přibližně 1 200 obyvatel. První písemná zmínka o vesnici je z roku 1249. V obci stojí římskokatolický kostel svatého Filipa a Jakuba z roku 1737. V katastrálním území obce se nachází přírodní památka Brložná diera a zasahuje do něj část národní přírodní rezervace Rokoš.